# Chiesa di Santa Maria Assunta (Savignano sul Panaro)
La chiesa di Santa Maria Assunta, detta anche chiesa della Beata Vergine Assunta, è la parrocchiale di Savignano sul Panaro, in provincia di Modena ed arcidiocesi di Modena-Nonantola; fa parte del vicariato della Pedemontana Est.

## Storia
È probabile che la primitiva chiesa sia sorta all'inizio dell'XI secolo o, per lo meno, in un'epoca precedente, dal momento che è menzionata in due documenti risalenti rispettivamente al 1027 e al 1033.
L'attuale parrocchiale si deve però, all'intervento di rifacimento condotto nel 1746; nel 1813 venne portato a termine il nuovo campanile.

Nel 1823 la campana maggiore cadde e si decise di sostituire anche le altre tre, rimpiazzate da quattro nuove campane fuse dalla ditta bolognese Serafino Golfieri, dotate di attacchi realizzati Gioacchino Pianesani ed installate nella torre nel 1824, dopo aver ricevuto la benedizione da parte dell'arciprete don Ladorini.
Nell'ottobre del 2008 incominciarono i lavori di restauro dell'interno della chiesa, che vennero portati a compimento nell'aprile 2010.

## Descrizione

### Facciata
La facciata della chiesa, alla quale sono addossati due corpi diversi, si presenta intonacate e dipinta ed è caratterizzata dal portale, al quale si accede mediante tre scalini, da una finestra e dalla modanature sotto la linea di gronda; al culmine è posta una croce di ferro.

### Interno
L'interno della chiesa è ad un'unica navata, coperta dalla volta a botte e sulla quale si aprono cinque cappelle laterali.
Opere di pregio qui conservate sono la Via Crucis, di fattura settecentesca di scuola bolognese, il quadro ritraente i Santi Caterina da Siena e Domenico, eseguito nel XVIII secolo da Paolo Varrotti, la pala raffigurante i Santi Antonio Abate, Antonio di Padova, Francesco d'Assisi e Biagio Martire, dipinta da Francesco Vellani da Modena, e gli affreschi realizzati dal modenese Pietro Villa e dai parmigiani Celeste e Angelo Bergamini e Ugo Lucerni.

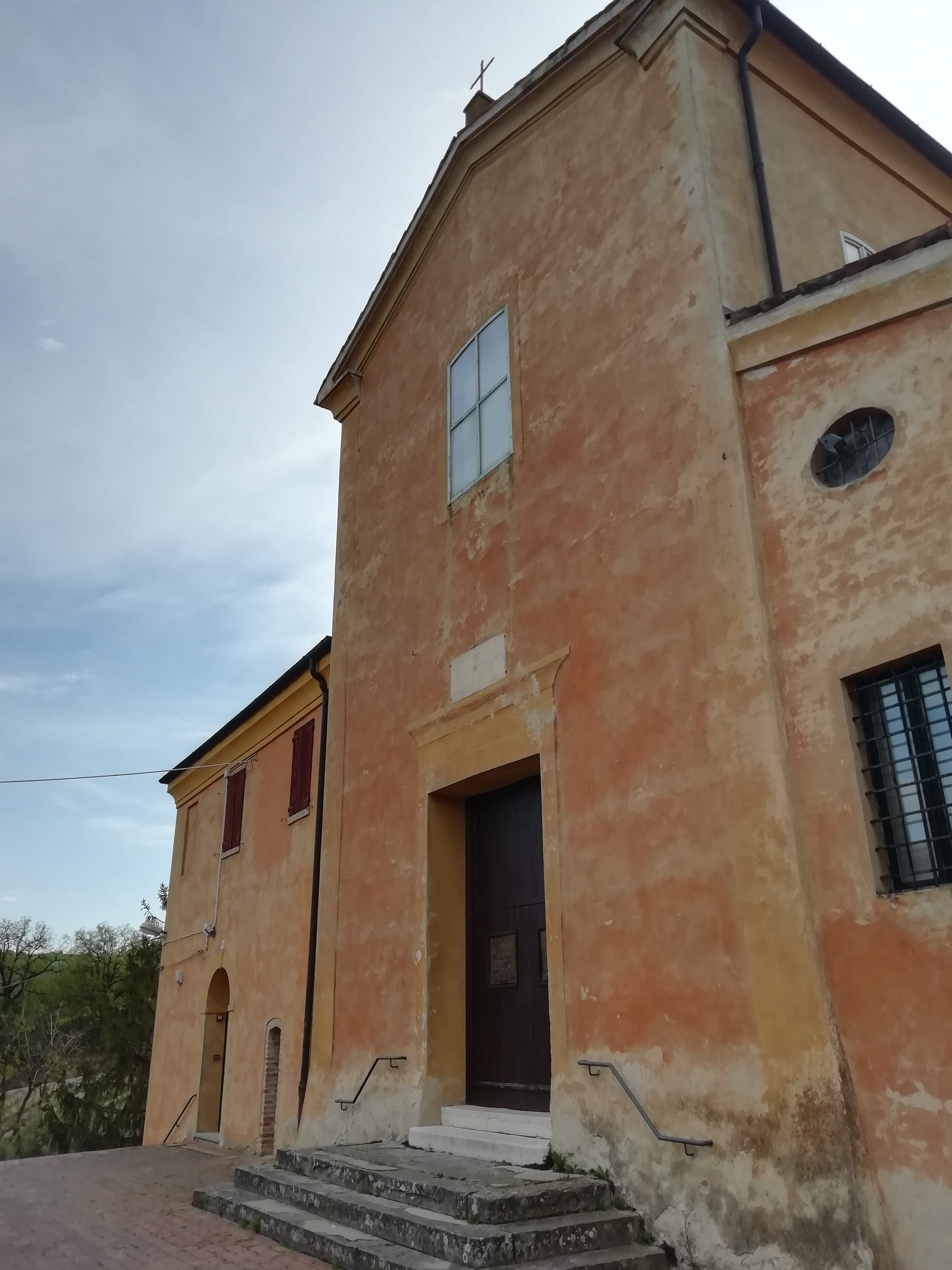
La facciata
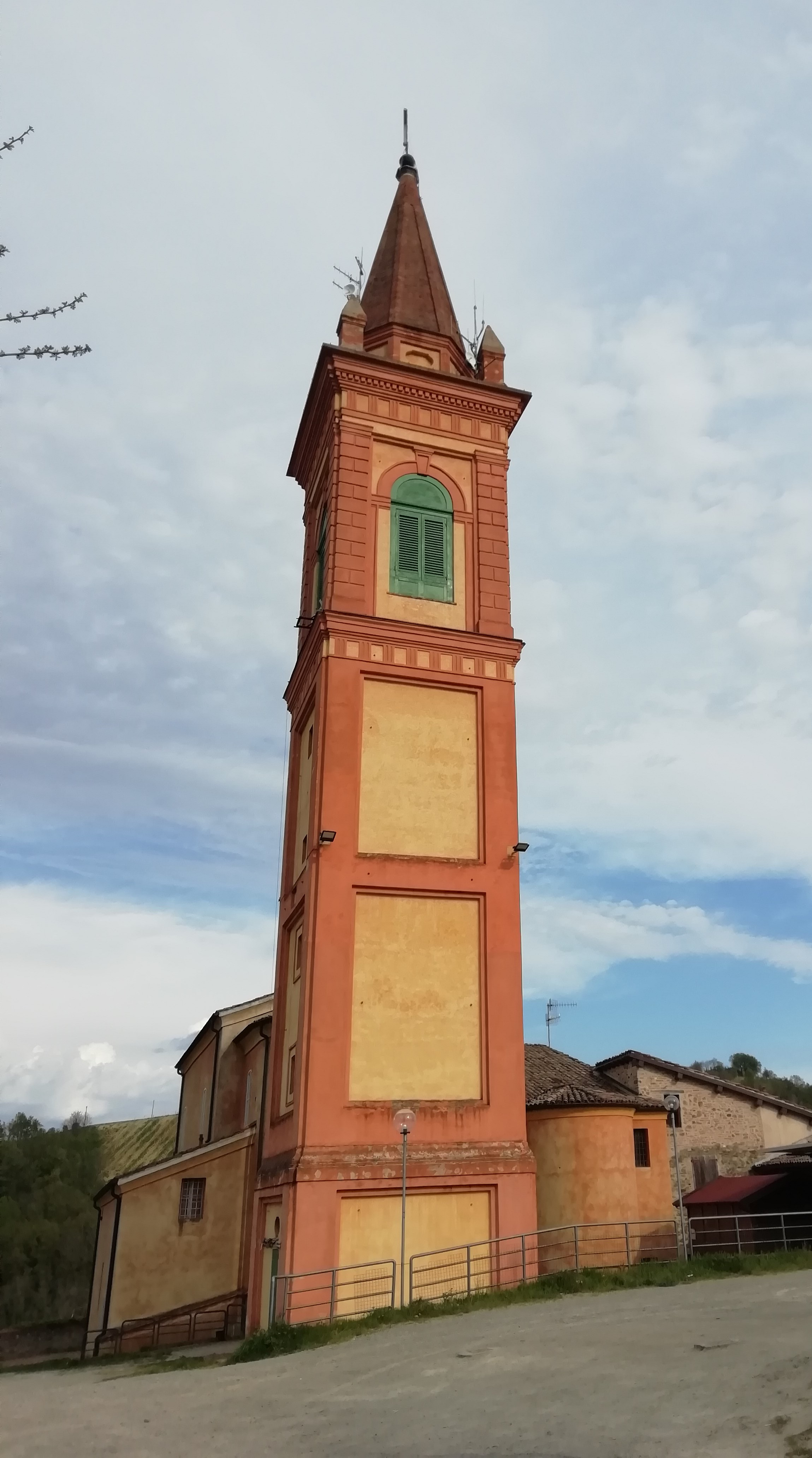
Il campanile